# لینگا (کوکی)
لینگا (به انگلیسی: Linga) که با نام لونگا نیز شناخته می‌شود، کوکی‌های فیلیپینی هستند که از استان داوائو جنوبی در فیلیپین سرچشمه می‌گیرند. این نام از دانه‌های کنجد گرفته شده است که در زبان‌های ویسایایی به نام لینگا یا در زبان داوائوینو (Davaoeño language) به لونگا معروف هستند. این کوکی‌ها از آرد، شکر، نمک، چرب‌مایه و دانه‌های کنجد تهیه می‌شوند. آنها به‌طور مشخص مسطح هستند و تا هنگامی که رنگ آنها به قهوه ای تیره تبدیل گردد، پخته می‌شوند. اندازه و شکل این کوکی‌ها از کوچک و دایره‌ای تا بزرگ و مستطیلی متغیر است. آنها به‌طور معمول، قبل از اینکه خورده شوند در نوشیدنی‌های گرم مانند قهوه یا تسوکولاته (tsokolate) فرو برده می‌شوند.